# Eratoszthenész szitája
Eratoszthenész szitája vagy eratoszthenészi szita a neves ókori görög matematikus, Eratoszthenész módszere, melynek segítségével egyszerű kizárásos algoritmussal megállapíthatjuk, hogy melyek a prímszámok – papíron például a legkönnyebben 1 és 100 között.

## Az algoritmus
1. Írjuk fel a számokat egymás alá 2-től ameddig a prímtesztet elvégezni kívánjuk. Ez lesz az A lista. (Az animáció bal oldalán.)
| 2 | 3 | 4 | 5 | 6 | 7 | 8 | 9 | 10 | 11 | 12 | 13 | 14 | 15 | 16 | 17 | 18 | 19 | 20 |

2. Kezdjünk egy B listát 2-vel, az első prímszámmal. (Az animáció jobb oldalán.)
3. Húzzuk le 2-t és az összes többszörösét az A listáról.
| 2 | 3 | 4 | 5 | 6 | 7 | 8 | 9 | 10 | 11 | 12 | 13 | 14 | 15 | 16 | 17 | 18 | 19 | 20 |

4. Az első át nem húzott szám az A listán a következő prím. Írjuk fel a B listára.
5. Húzzuk át az így megtalált következő prímet és az összes többszörösét.
| 2 | 3 | 4 | 5 | 6 | 7 | 8 | 9 | 10 | 11 | 12 | 13 | 14 | 15 | 16 | 17 | 18 | 19 | 20 |

6. Ismételjük a 3–5. lépéseket, amíg az A listán nincs minden szám áthúzva.

## Pszeudokód
Az algoritmus pszeudokódja:
```
 // legfeljebb ekkora számig megyünk el
 utolso ← 100

 // abból indulunk ki, hogy minden szám prímszám
 ez_prim(i) ← igaz, i ∈ [2, utolso]

 for n in [2, √utolso]:
     if ez_prim(n):
         // minden prím többszörösét kihagyjuk,
         // a négyzetétől kezdve
         ez_prim(i) ← hamis, i ∈ {n², n²+n, n²+2n, …, utolso}

 for n in [2, utolso]:
     if ez_prim(n): nyomtat n

```

## Programkódok

### C
```
#include
 
<stdio.h>

int
 
main
(){

    
//0 és 1 kivételével (mivel ezek nem prímek) az összes számot prímnek feltételezzük (1)

    
int
 
nemnegativ_egesz_szamok
[
1001
];

    
int
 
i
,
j
;

    
nemnegativ_egesz_szamok
[
0
]
=
0
;

    
nemnegativ_egesz_szamok
[
1
]
=
0
;

    
for
(
i
=
2
;
i
<=
1000
;
i
++
){

        
nemnegativ_egesz_szamok
[
i
]
=
1
;

    
}

    
//Végigmegy a számokon 2-től a felső korlátig, és ha az prím, akkor a többszöröseit hamissá (0) teszi

    
for
(
i
=
2
;
i
*
i
<=
1000
;
i
++
){

        
if
(
nemnegativ_egesz_szamok
[
i
]
==
1
){

            
for
(
j
=
i
*
i
;
j
<=
1000
;
j
+=
i
){

                
nemnegativ_egesz_szamok
[
j
]
=
0
;

            
}

        
}

    
}

    
//Kiírjuk a képernyőre a prímszámokat

    
for
(
i
=
0
;
i
<=
1000
;
i
++
){

        
if
(
nemnegativ_egesz_szamok
[
i
]
==
1
){

            
printf
(
"%d "
,
i
);

        
}

    
}

    
return
 
0
;

}

```

### C#
```
            
Console
.
WriteLine
(
"Kérem N értékét: "
);

            
string
 
s
 
=
 
Console
.
ReadLine
();

            
int
 
n
 
=
 
Convert
.
ToInt32
(
s
);

            
bool
[]
 
nums
 
=
 
new
 
bool
[
n
];

            
nums
[
0
]
 
=
 
false
;

            
for
 
(
int
 
i
 
=
 
1
;
 
i
 
<
 
nums
.
Length
;
 
i
++
)

            
{

                
nums
[
i
]
 
=
 
true
;

            
}

            
int
 
p
 
=
 
2
;

            
while
 
(
Math
.
Pow
(
p
,
 
2
)
 
<
 
n
)

            
{

                
if
 
(
nums
[
p
])

                
{

                    
int
 
j
 
=
 
(
int
)
 
Math
.
Pow
(
p
,
 
2
);

                    
while
 
(
j
 
<
 
n
)

                    
{

                        
nums
[
j
]
 
=
 
false
;

                        
j
 
=
 
j
 
+
 
p
;

                    
}

                
}

                
p
++
;

            
}

            
for
 
(
int
 
i
 
=
 
0
;
 
i
 
<
 
nums
.
Length
;
 
i
++
)

            
{

                
if
 
(
nums
[
i
])

                
{

                    
Console
.
Write
(
$"{i} "
);

                
}

            
}

            
Console
.
ReadLine
();

```

### C++
Optimális C++-kód, fájlba írással
```
//Az első M (itt 50) szám közül válogassuk ki a prímeket, fájlba írja az eredményt - Eratoszthenész Szitája

#include
 
<iostream>

#include
 
<fstream>

#include
 
<string>

using
 
namespace
 
std
;

int
 
main
()

{

	
ofstream
 
fout
;

	
string
 
nev
;

	
cout
 
<<
 
"Nev: "
;
 
cin
 
>>
 
nev
;
 
//fájlnév bekérése

	
fout
.
open
(
nev
.
c_str
());
      
//fájl létrehozása

	
const
 
int
 
M
 
=
 
50
;
 
//Meddig vizsgáljuk a számokat

	
fout
 
<<
 
"A(z) "
 
<<
 
M
 
<<
 
"-nel nem nagyobb primszamok:
\n
"
;
 
//A fájl bevezető szövege

	
bool
 
tomb
[
M
 
+
 
1
];
 
//logikai tömböt hozunk létre

	
tomb
[
0
]
 
=
 
tomb
[
1
]
 
=
 
false
;
 
// a 0-át és az 1-et alapból hamisnak vesszük, hiszen nem prímek.

	
for
 
(
int
 
i
 
=
 
2
;
 
i
 
<=
 
M
;
 
++
i
)
 
tomb
[
i
]
 
=
 
true
;
 
//2-től indítjuk a for-t, alapból mindent igazra állítunk.

	
for
 
(
int
 
i
 
=
 
2
;
 
i
*
i
 
<=
 
M
;
 
i
++
)
 
{

		
if
 
(
tomb
[
i
])
 
{

			
// prímet találtunk, a többszöröseit kiszitáljuk

			
for
 
(
int
 
j
 
=
 
i
*
i
;
 
j
 
<=
 
M
;
 
j
 
+=
 
i
)
 
tomb
[
j
]
 
=
 
false
;

		
}

	
}

	
for
 
(
int
 
i
 
=
 
0
;
 
i
 
<=
 
M
;
 
++
i
)
 
{

		
if
 
(
tomb
[
i
])
 
{
 
//megnézzük hogy igaz-e

			
fout
 
<<
 
i
 
<<
 
" "
;
 
// kiírja a fájlba a számokat, szóközzel elválasztva

		
}

	
}

}

```

### Pascal[1]
```
program
 
Eratoszthenesz_szitaja
;

{$APPTYPE CONSOLE}

uses
 
SysUtils
;

var
 
n
,
 
i
,
 
j
,
 
p
:
longint
;

  
a
:
 
array
 
of
 
boolean
;

begin

  
Write
(
'Kérem N értékét: '
)
;

  
ReadLn
(
n
)
;

  
SetLength
(
a
,
 
n
 
+
 
1
)
;

  
a
[
1
]
 
:=
 
False
;

  
for
 
i
 
:=
 
2
 
to
 
n
 
do
 
a
[
i
]
 
:=
 
True
;

  
p
 
:=
 
2
;

  
while
 
p
 
*
 
p
 
<=
 
n
 
do

  
begin

    
if
 
a
[
p
]
 
then

    
begin

      
j
 
:=
 
p
 
*
 
p
;

      
while
 
j
 
<=
 
n
 
do

      
begin

        
a
[
j
]
 
:=
 
False
;

        
Inc
(
j
,
 
p
)
;

      
end
;

    
end
;

    
Inc
(
p
)
;

  
end
;

  
for
 
i
 
:=
 
1
 
to
 
n
 
do
 
if
 
a
[
i
]
 
then
 
Write
(
i
,
 
' '
)
;

  
SetLength
(
a
,
 
0
)
;

  
ReadLn
;

end
.

```

### Python
```
#!/usr/bin/env python

# -*- coding: utf-8 -*-

from
 
math
 
import
 
sqrt

n
 
=
 
1000

lst
 
=
 
[
True
]
*
n
                      
# létrehozunk egy listát, ebben a példában 1000 elemmel

for
 
i
 
in
 
range
(
2
,
int
(
sqrt
(
n
))
+
1
):
     
# A lista bejárása a 2 indexértéktől kezdve a korlát gyökéig

    
if
 
(
lst
[
i
]):
                      
# Ha a lista i-edik eleme hamis, akkor a többszörösei egy előző ciklusban már hamis értéket kaptak, így kihagyható a következő ciklus.

        
for
 
j
 
in
 
range
(
i
*
i
,
 
n
,
 
i
):
      
# a listának azon elemeihez, melyek indexe az i-nek többszörösei, hamis értéket rendelünk

            
lst
[
j
]
 
=
 
False

for
 
i
 
in
 
range
(
2
,
n
):
                
# Kiíratjuk azoknak az elemeknek az indexét, melyek értéke igaz maradt

    
if
 
lst
[
i
]:

        
print
(
i
)

```

### Java
```
public
 
static
 
void
 
sieve
(
int
 
limit
)
 
{

  
var
 
lst
 
=
 
new
 
boolean
[
limit
]
;

  
for
 
(
int
 
i
 
=
 
2
;
 
i
 
<
 
limit
;
 
i
++
)
 
{

    
if
 
(
!
lst
[
i
]
)
 
{

      
for
 
(
int
 
j
 
=
 
i
 
+
 
i
;
 
j
 
<
 
limit
;
 
j
 
+=
 
i
)
 
{

        
lst
[
j
]
 
=
 
true
;

      
}

    
}

  
}

  
for
 
(
int
 
i
 
=
 
1
;
 
i
 
<
 
limit
;
 
i
++
)
 
{

    
if
 
(
!
lst
[
i
]
)
 
{

      
System
.
out
.
println
(
i
);

    
}

  
}

}

```